# Igreja dos Martírios

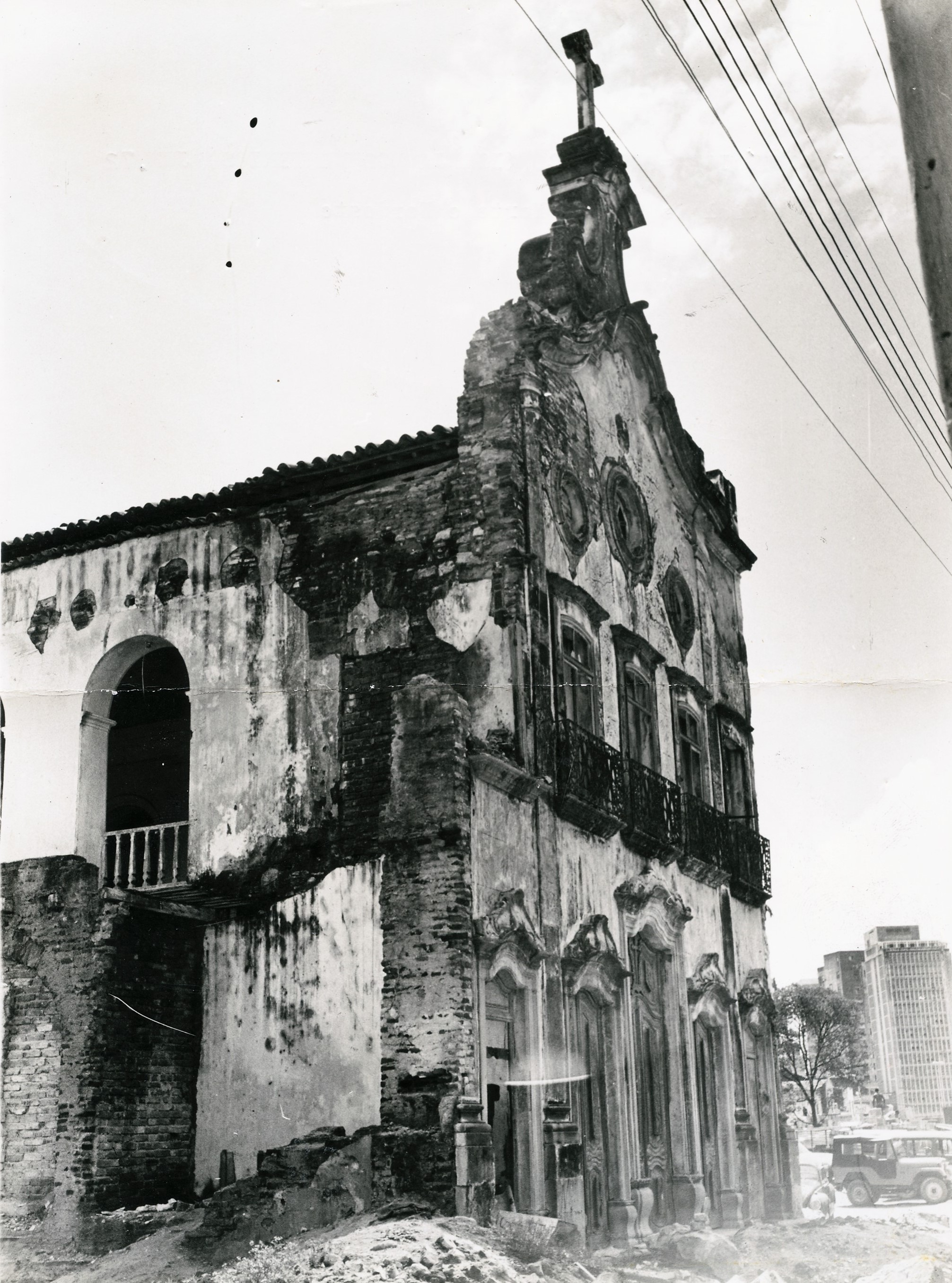
Em 30 de junho de 1972.

A Igreja do Bom Jesus dos Martírios foi uma igreja localizada na cidade brasileira do Recife, Pernambuco.
Foi construída pela Irmandade do Senhor Bom Jesus dos Martírios, em terreno doado em 1782 pelo sargento-mor José Marques do Vale e sua esposa Senhora Ana Ferreira, tendo sua construção sido iniciada em 1791 e findado em 1796. Apesar de ser um templo pequeno, tinha um valor artístico grande, em virtude de sua fachada ser em estilo rococó, considerado até então uma das mais belas expressões arquitetônicas.

## História
A Igreja dos Martírios, uma pequena igreja incrustada no centro do Recife, foi alvo de uma disputa entre a municipalidade (na pessoa do prefeito Augusto Lucena) e a intelectualidade recifense.
Para dar andamento ao seu plano de urbanização do centro do Recife, o prefeito Augusto Lucena viu-se diante da Igreja dos Martírios, que lhe impedia o andamento das obras.
Até então a igrejinha não era tombada. A Igreja de Bom Jesus dos Martírios era uma igreja importante, porque era uma igreja de pardos e pretos do final do século XVIII, e portanto deveria ser preservada. Então, o IPHAN fez o processo de tombamento da igreja, na tentativa de impedir sua demolição.
Augusto Lucena solicitou ao Governo Federal o destombamento da igreja. E, quando alguns técnicos enviados pelo governo deslocavam-se ao Recife para avaliar a solicitação, o prefeito antecipou-se e conseguiu derrubar parte da fachada da igreja, onde ficava o sino. Este ato foi flagrado por um fotógrafo.
Técnicos, na tentativa de dissuasão, apresentaram planos alternativos, para a preservação do monumento histórico.
O prefeito conseguiu o destombamento e a igreja literalmente tombou, dando lugar à Avenida Dantas Barreto, no dizer do arquiteto e paisagista José Luiz Mota Menezes, "uma avenida do nada para o nada".
Como medida paliativa, em 1973 o ministro da educação à época, Jarbas Passarinho, autorizou o destombamento, na condição de a prefeitura do Recife construir outro frontão da igreja, em posição diferente da original, apenas para guardar a memória. Mas esse frontão não foi construído.